# Chienes
Chienes (en allemand, Kiens) est une commune italienne d'environ 2 800 habitants située dans la province autonome de Bolzano dans la région du Trentin-Haut-Adige dans le nord-est de l'Italie.

## Répartition des langues
Selon le recensement de 2011, la plupart des habitants (97 %) parlent l'allemand comme langue maternelle, 2 % parlent l'italien nativement et 1 % le ladin.

## Administration
| Période                                  | Période | Identité | Étiquette | Qualité |
| ---------------------------------------- | ------- | -------- | --------- | ------- |
|                                          |         |          |           |         |
| Les données manquantes sont à compléter. |         |          |           |         |

### Hameaux
Casteldarne, Monghezzo, Corti, San Sigismondo

### Communes limitrophes
Les communes limitrophes sont  Falzes, Rodengo, San Lorenzo di Sebato, Selva dei Molini, Terento et Vandoies.